# Unterer Buntsandstein
Der Untere Buntsandstein ist eine lithostratigraphische Untergruppe des Buntsandsteins der Germanischen Trias. Die lithostratigraphische Einheit wird von der Zechstein-Gruppe unterlagert und von der Untergruppe des Mittleren Buntsandstein überlagert.

## Definition
Die Untergrenze des Unteren Buntsandsteins (und damit die Grenze des Buntsandsteins und der Germanischen Trias-Supergruppe) wird im Beckenzentrum mit dem Einsetzen der Calvörde-Formation festgelegt. Im Spessart und Odenwald wird die Grenze mit der Untergrenze des Heigenbrücken-Sandsteins gezogen. Im Schwarzwald wird die Untergrenze an die Basis des sogenannten (Unteren) Eck’schen Konglomerates gelegt. Im Beckenzentrum wurden überwiegend feinsandige, siltige bis tonige Sedimente abgelagert. Es handelt sich um rhythmische Ablagerungen, die an der Basis gröber sind und nach oben feiner werden („fining upward“-Zyklen). Etwa 20 derartiger Zyklen wurden bisher unterschieden. Sie lassen sich im Beckenzentrum weiträumig verfolgen. Besonders charakteristisch sind Lagen mit großen Ooiden (sogenannte „Rogensteine“) und Stromatolithen. Die Mächtigkeit beträgt im Beckenzentrum zwischen 135 m und 190 m, sie nimmt zu den jeweiligen Beckenrändern kontinuierlich ab. Dort wurden meist grobkörnige Sandsteine mit Geröllen abgelagert.
Die Untergrenze des Unteren Buntsandsteins (und damit des Buntsandsteins und der Germanischen Trias überhaupt) wird biostratigraphisch in das höchste Changhsingium, die obere chronostratigraphische Stufe des Oberperm (oder Lopingium) datiert. Die Obergrenze beziehungsweise die Grenze Unterer/Mittlerer Buntsandstein wird nach den neuesten Arbeiten in das Untere Olenekium gestellt. Dies entspricht nach der Stratigraphischen Tabelle von Deutschland geochronologisch einem Zeitraum von 251 bis 249 Millionen Jahren und einer Dauer von 2 Millionen Jahren.

## Gliederung
Der untere Buntsandstein wird in zwei lithostratigraphische Formationen beziehungsweise zwei allostratigraphische Folgen gegliedert, die in diesem Falle jedoch identisch sind. Deswegen werden im Buntsandstein häufig wechselweise die Begriffe Formation oder Folge benutzt. Die zwei Formationen/Folgen sind von oben nach unten:
- Bernburg-Formation
- Calvörde-Formation

## Ablagerungsraum
Zur Zeit der Ablagerung des Unteren Buntsandsteins befand sich Mitteleuropa etwa auf 25° nördlicher Breite und damit im damaligen Trockengürtel der Erde. Der Untere Buntsandstein wurde in einem flachen und weiten Becken abgelagert, das immer wieder geflutet wurde und wieder weitgehend austrocknete (häufige Trockenrisse). Im Beckenzentrum sind mehrere, bis maximal 7 m mächtige Oolithkalkbänke eingeschaltet, deren Entstehung nur unter ständiger Wasserbedeckung denkbar ist. Die Ooide bildeten Unterwasserdünen mit Schrägschichtung und Rippeln, die auf ein hochenergetisches Milieu unter flacher Wasserbedeckung hindeuten. In einem kleinen Bereich nördlich des Harzes finden sich Stromatolithe am Top der Oolithbänke. Die Begriffe Ooid und Stromatolith wurde von Ernst Kalkowsky im Jahr 1908 für diese Strukturen des Unteren Buntsandsteins geprägt, sie finden heute weltweite Anwendung. Den Ablagerungsraum hat man sich als einen großen abflusslosen Binnensee vorzustellen (Fachausdruck Playa oder Salztonebene), dessen Wasserspiegel jahreszeitlich oder zyklisch stark schwankte. In den Trockenzeiten oder in Zeiten mit geringeren Zuflüssen trocknete der See bis auf das See-Zentrum oder einige Restseen aus. Das Wasser dieser Restseen war übersalzen. In diesem Milieu bildeten sich die Ooide und Stromatolithe. Das Ablagerungsmilieu ist damit vergleichbar mit den großen Salzseen in Nordamerika oder Australien.